# A menedék
A menedék (németül: Ostwind, angolul: Windstorm) 2013-ban bemutatott német ifjúsági kalandfilm, melyet Katja von Garnier rendezett.
2013. március 21-én mutatták be Németországban.

## Cselekmény
A tizennégy éves Mika Schwarz amellett, hogy haját vörösre festette, megbukott az iskolában, ezért a hónapok óta tervezett tábornak lőttek. Mika legjobb barátnője, Fanny ezt megakadályozva felgyújtja Mika bizonyítványát, majd ezt ki is dobja az ablakon, mely közvetlenül Mika tanárának autójába esik bele, ezzel felgyújtva az abban lévő papírokat. Miután szülei ezt megtudták, Mikának esélye sem volt eljutni a táborba, helyette szülei elküldték nagymamájának (Maria Kaltenbach) farmjára, hogy ott tanuljon. Mika este azonban nem tud elaludni, ezért kilopódzik az istállóba Szélviharhoz, aki egykor eltörte a nevezetes lóugrató (Maria Kaltenbach, azaz Mika nagymamája) lábát, Mika ezt azonban nem tudta, ezért lefeküdt a ló mellé, aki mellett el is aludt.
Miután reggel Mika arra ébredt, hogy Mr. Anderson elkábította Szélvihart, nehogy Mikának baja essen, szembesült azzal, hogy mit is tett nagymamájával, majd az orrára kötötték, hogy Szélvihar egy veszélyes ló, Mika azonban nem így gondolja. Napközben ismét belopódzik az istállóba, mondván sétál egyet Szélviharral, aki az alkalmat kihasználva rögtön elszökött. Sam, a lovászfiú megéri Mikát, vigye el nagyapjának a reggelit, ha nagyon sétálni szeretne, Mika erre – Sam legnagyobb meglepetésére – igent mondott.
Miután Mika felért Sam nagyapjához, szembesült azzal, hogy Szélvihar Sam nagyapjánál van, aki épp' próbálja befogni több-kevesebb sikerrel. Mika ezután odasétált Szélviharhoz, aki örömmel fogadta a lány közeledését. Kicsivel később Mika ismét visszatért Sam nagyapjához, azonban immáron nem azzal a céllal, hogy reggelit vigyen neki, hanem hogy meglátogassa Szélvihart, Sam azonban rajtakapta Mikát, miközben Szélviharral játszott, ezzel együtt a lovászfiú észrevette, hogy Szélvihar olyan, mintha boldog lenne, az alkalmat kihasználva Mika felhozta azt, hogy mi lenne, ha indulna a Kaltenbach Klasszikuson (Amely a Kaltenbach versenye.) Sam ezt badarságnak tartja, mivel a versenyig már csak négy hét van, Mika azonban még sohasem ült még csak lovon sem.
Miután Mika sikeresen meggyőzte Samet, a lovászfiú ezt válaszolja neki: "Hát, csak egy embert ismerek aki van olyan őrült, hogy megtanítson téged lovagolni!" (A mondat nem pontosan így hangzott el, tartalmilag viszont ez volt benne!) – A következő percben már a lovászfiú és Mika Sam nagyapjánál van, aki bár elsőnek nemet mondott, miután megkérdezte Mikától, hogy tudja-e miért rúgta meg őt a ló, Mika azt válaszolta: "Azért, mert maga félt! Ő egy amolyan... tükör..." – Sam nagyapja egy széles mosollyal az arcán azt válaszolta: "Rendben, holnap reggel találkozunk!"
Másnap Mika felszerelkezik néhány lovaseszközzel, melyek kiválasztásában Tinka segített neki. Miután Mika meglátogatta Sam nagyapját, hogy megtanítsa lovagolni, az idős ember azt mondta neki: Három dolog kell ahhoz, hogy az ember lóra üljön: 1. Egyensúly, 2. Ritmus, 3. Koordináció – Majd folytatta mondókáját is egy negyedikkel, ami nem más volt, mint a Kitartás.
Miután Mika megtanult lovagolni, Sam nagyapja azt mondta neki, hogy csinálják azt, amiben a legjobbak: Repüljenek! Miközben Mika és Szélvihar vágtáznak, szembe kerülnek egy kerítéssel, melyet tökéletes pontossággal át is ugranak – Ráadásul úgy, hogy mindezt Sam is látja.
Kicsivel később Mika elmegy a Kaltenbach klasszikus felkészítőjére, ahol megmutatja a többieknek, hogy mit is tanult. Miután mindenki tátott szájjal nézett rá és Szélviharra produkciójuk után, Maria Kaltenbach azt mondta neki, esélyeik megduplázódtak!
Elérkezett a verseny napja – Mika egy új, lovas ruhában vesz részt a versenyen, melynek láttán Mischel (Maria Kaltenbach egy tanulója) féltékeny lesz, ezért bekeni Szélvihar védőit az úgynevezett pepagonnal, mely ugyan kis mennyiségben jót tesz a lónak, nagy mennyiségben iszonyatosan csíp! Miután Mika és Szélvihar kerülnek sorra, Néhány sikeresen megtett kör után Szélvihar a pepagon csípésének hatására ledobta Mikát a hátáról, majd arcon rúgta az istállófiút, Samet – Ezért Szélvihart el akarták adni.
Miután Mika ezt megtudja, azonnal elszökik Szélviharral együtt, majd felhívja legjobb barátnőjét, Fanny-t, hogy odamenne hozzá a táborba. Miután Mika és lova megérkeztek a táborba, Mika elmeséli Fanny-nak és a táborozóknak, hogy mi is történt az utóbbi néhány hétben vele, majd lefekszik aludni. Reggel arra ébred, hogy Fanny azt mondja neki: Szélvihar felpuffadt és habzik a szája. Mika ezután stresszes állapotba kerül és rosszul lesz, ezért Fanny felhívja a lány szüleit, hogy segítséget kérjen.
Miután Mikát kórházba szállították, találkozik Sammel, aki elmondta neki – Szélvihar valószínűleg azért volt zavart, mert túl sok pepagont kent a lábára, melyre Mika azt a választ adta, hogy nem ő kente be a ló lábát, ezzel fény derül az igazságra, miszerint Mischel kente be Szélvihar lábát, mert tudta, másképp nem nyerhet, miután Mika ezt megtudta azonnal Kaltenbach-ra rohan, ahol szembesül azzal, hogy Szélvihart bizony már elvitték.
Úton hazafelé Mika és szülei egy dugóba keverednek, majd Mika édesanyja azt mondja lányának: "Az anyag nem vész el, csak átalakul. Hidd el, valahol fent van és vigyáz rád!" – Mikának egyből a Sam nagyapjának vityillója jut eszébe, ami pontosan az a mező mellett van, ahol Sam nagyapja rábukkant Szélviharra. Fel is rohan a hegyre ahol azonban szembesül azzal, Szélvihar bizony nincs ott. (Mivel már csak alig 10 perc maradt a filmből, azt hinnénk itt vége, de nem!) Szélvihar azonban egyszer csak felbukkant, melyet bizony nem csak Mika, hanem Sam nagyapja is csodálkozva látott. Mika immáron lóháton visszamegy szüleihez az autóba, ahol bizony bebizonyítja azt, hogy igenis jól tud lovagolni. (Átugrotta szülei autóját.)
A film utolsó perceiben azt láthatjuk, ahogyan Mika és Szélvihar száguldanak a mezőn, majd bemennek a Kaltenbach klasszikusra, ahol végig is megy a pályán immáron hibátlanul még annak ellenére is, hogy nem hogy védő, még nyereg sem volt Szélviharon!

## Szereplők
- Hanna Binke (Mika Schwarz)
- Marvin Linke (Sam)
- Cornelia Froboess (Maria Kaltenbach)
- Tilo Prückner (Sam nagyapja)
- Amber Bongard (Fanny)
- Henriette Morawe (Tinka)
- Nina Kronjager (Mika édesanyja)
- Jürgen Vogel (Mika édesapja)
- Detlev Buck (Mr. Anderson)
- Martin Butzke (Mika tanára)